# ماكينا أونجيريكا
ماكينا أونجيريكا (Makena Onjerika) هي كاتبة كينية، فازت بجائزة كين للكتابة الأفريقية سنة 2018، لتكون رابع من حصل على هذه الجائزة في كينيا، بعد كل من بينيافانغا وايناينا في 2002، وإيفون أديامبو أوور في 2003، وأوكويري أودور في 2013.